# Хиʻиака (сателит)
Хиʻиака (Hiʻiaka) један од два позната природна сателита патуљастог планета Хаумеа. Открио га је Мајкл Браун, 30. јануара 2005.
Анализа инфрацрвеног спектра открила је да површином месеца доминира водени лед. Није познато зашто се водени лед на површини није претворио у аморфну структуру као што се очекивало због константног утицаја космичких зрака.